# Synagoga w Náchodzie
Synagoga w Náchodzie – nieistniejąca synagoga znajdująca się niegdyś w Náchodzie, w Czechach, przy również nieistniejącej ulicy Židovskiej.
Pierwsza synagoga powstała w drugiej połowie XVI wieku. Z powodu złego stanu technicznego Żydzi ją sprzedali (zburzona w 1601 roku) i w pobliżu wznieśli nową. 17 maja 1663 roku w domu Żyda Eliasza wybuchł pożar, który zniszczył większość miasta, w tym synagogę. Już w 1664 roku uzyskali zgodę na budowę nowej synagogi. 8 października 1776 roku magistrat Náchodu zezwolił na budowę nowej za murami miejskimi. Z powodu oporu mieszczan wzniesiono ją wewnątrz murów koło Bramy Horskiej. Po zakończeniu II wojny światowej synagoga niszczała. 19 września 1964 roku została wysadzona w powietrze.